# Kriegsverdienstkreuz (1939)

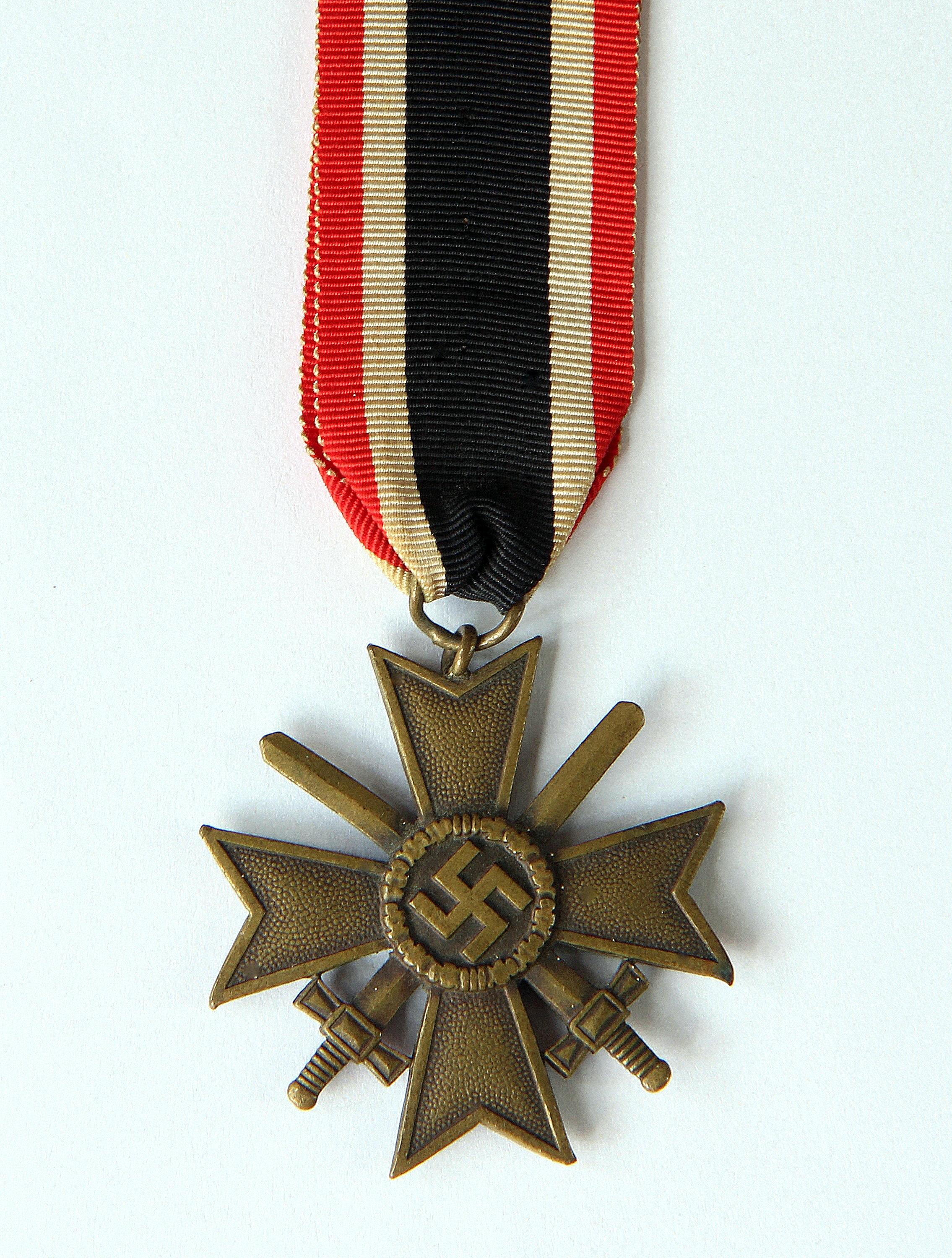
Kriegsverdienstkreuz II. Klasse mit Schwertern am Verleihungsband

Amtliche Darstellung des Kriegsverdienstkreuzes der II. und I. Klasse ohne Schwerter im Reichsgesetzblatt. Eine amtliche Abbildung des Ritterkreuzes zum Kriegsverdienstkreuz ohne Schwerter erfolgte in keiner Ausgabe.

Amtliche Darstellung des Kriegsverdienstkreuzes der II. und I. Klasse mit Schwertern im Reichsgesetzblatt. Eine amtliche Abbildung des Ritterkreuzes zum Kriegsverdienstkreuzes mit Schwertern erfolgte in keiner Ausgabe.

Das Kriegsverdienstkreuz, kurz KVK, war eine Auszeichnung des Deutschen Reichs im Zweiten Weltkrieg für Soldaten und Zivilisten und wurde durch Verordnung vom 18. Oktober 1939 im Namen Adolf Hitlers als Staatsoberhaupt gestiftet. Es war die höchste Kriegsauszeichnung für Zivilisten, die nicht an Kriegshandlungen beteiligt waren. Es wurde auch an Soldaten verliehen, die sich bei sogenannten „sonstigen Kriegsaufgaben“, also keinen Kämpfen, beteiligten (z. B. Angehörige der Sanitätstruppe, Sanitätsoffiziere, Veterinäre usw.); speziell in diesem Zusammenhang galt das KVK umgangssprachlich als typischer, ohne Lebensgefahr zu erwerbender „Etappenorden“ für sogenannte „Etappenhelden“ oder „Etappenhengste“. Auch Mitarbeiter des Sicherheitsdienstes des Reichsführers SS (SD) und der Polizei erhielten diese Auszeichnung. Außerdem wurden Mitarbeiter der mit Kunstraub beauftragten Behörde Einsatzstab Reichsleiter Rosenberg (ERR) mit dem KVK ausgezeichnet. Im Falle von SD-Mitarbeitern deutet nach dem Historiker Carsten Schreiber die Verleihung des Kriegsverdienstkreuzes mit Schwertern auf eine Teilnahme an Gewaltaktionen hin, womit beispielsweise die Teilnahme an Mordaktionen vorwiegend gegen die jüdische Bevölkerung in den eroberten Ostgebieten gemeint ist.

## Hintergrund
Im Laufe des 19. Jahrhunderts bis zum Ende des Ersten Weltkrieges verliehen die einzelnen deutschen Staaten eigene Orden und Abzeichen für Kriegsverdienste. Preußen verlieh das Eiserne Kreuz am weiß-schwarzen Band.

## Stiftungsinhalt
Die ursprüngliche Stiftung sah nur das Kriegsverdienstkreuz I. und II. Klasse mit und ohne Schwerter vor. Es kam vor 1940 nicht zur Anwendung. Damit sollte eine klare Differenzierung zwischen den Verdiensten an der sogenannten „Heimatfront“ (ohne Schwerter) und Verdiensten im rückwärtigen Frontgebiet, der Etappe und beim Ersatzheer (mit Schwertern) erleichtert werden. Die Stiftungsverordnung besagt dazu, dass das Kriegsverdienstkreuz mit Schwertern verliehen wird „…für besondere Verdienste bei Einsatz unter feindlicher Waffenwirkung oder für besondere Verdienste in der militärischen Kriegsführung.“ (Art. 3a StiftungsVO) (also ohne die für das Eiserne Kreuz ausschlaggebende „Tapferkeit vor dem Feind“ oder „hervorragende Verdienste in der Truppenführung“). Hingegen wurde es ohne Schwerter verliehen
„…für besondere Verdienste bei der Durchführung von sonstigen Kriegsaufgaben, bei denen ein Einsatz unter feindlicher Waffenwirkung nicht vorlag.“ (Art. 3b StiftungsVO)
Wer eine Auszeichnung ohne Schwerter erhalten hatte, konnte später auch mit dem Kriegsverdienstkreuz mit Schwertern ausgezeichnet werden, nicht jedoch umgekehrt (Art. 4 StiftungsVO i. d. F. v. 28. September 1941). Ein bereits verliehenes Eisernes Kreuz schloss zunächst bis August 1941 die Verleihung der entsprechenden Klasse des Kriegsverdienstkreuzes aus. Die Stufen ohne Schwerter nahmen faktisch die Stellung des Eisernen Kreuzes am weiß-schwarzen Band ein, das 1813–1815, 1870–1871 und 1914–1918 in diesen Fällen an Zivilisten verliehen worden war.
1940 wurde das Kriegsverdienstkreuz auf vier Stufen erweitert; die Verleihung des Ritterkreuzes zum Kriegsverdienstkreuz behielt Hitler sich persönlich vor. Die unterste, affiliierte Stufe, die Kriegsverdienstmedaille, war nicht zur Verleihung an Soldaten vorgesehen, sofern sie für die geplante Kriegsdenkmünze Medaille zur Erinnerung an den Krieg 1939/1940 vorgesehen waren, und hatte deshalb keine Abteilung mit Schwertern. Die übrigen Stufen konnten mit oder ohne Schwerter an Soldaten und Zivilisten verliehen werden.

## Klassen
Gemäß der Verordnung über die Stiftung des Kriegsverdienstkreuzes wurde dieses Kreuz (entweder mit oder ohne Schwerter) für Anerkennung und für „besondere Verdienste“ verliehen, die nicht die Voraussetzungen des Eisernen Kreuzes erfüllten. Faktisch war also das Kriegsverdienstkreuz der Orden, der für Verdienste im rückwärtigen Frontgebiet, der Etappe und im Ersatzheer oder in der Heimat verliehen wurde, während das Eiserne Kreuz für Verdienste bei unmittelbaren Kampfhandlungen reserviert war. Das Kriegsverdienstkreuz aller Klassen konnte an sämtliche Dienstgrade von Wehrmacht und Waffen-SS, aber auch an Zivilisten verliehen werden. Am 8. Juli 1944 stiftete Adolf Hitler das goldene Ritterkreuz; diese Neuerung wurde jedoch nicht veröffentlicht. Es umfasste damit folgende Stufen:
1. Kriegsverdienstmedaille (ab 19. August 1940)
2. Kriegsverdienstkreuz II. Klasse (ab 18. Oktober 1939)
3. Kriegsverdienstkreuz I. Klasse (ab 18. Oktober 1939)
4. Ritterkreuz des Kriegsverdienstkreuzes (ab 19. August 1940)
5. Goldenes Ritterkreuz des Kriegsverdienstkreuzes (ab 8. Juli 1944).

| Kriegsverdienstkreuz ohne Schwerter    | Kriegsverdienstkreuz ohne Schwerter | Kriegsverdienstkreuz ohne Schwerter | Kriegsverdienstkreuz ohne Schwerter | Kriegsverdienstkreuz ohne Schwerter |
| Kriegsverdienstmedaille mit Bandspange | II. Klasse mit Bandspange           | I. Klasse (57er Version)            | Ritterkreuz                         | Goldenes Ritterkreuz                |
| -------------------------------------- | ----------------------------------- | ----------------------------------- | ----------------------------------- | ----------------------------------- |

| Kriegsverdienstkreuz mit Schwertern | Kriegsverdienstkreuz mit Schwertern | Kriegsverdienstkreuz mit Schwertern | Kriegsverdienstkreuz mit Schwertern |
| II. Klasse mit Bandspange           | I. Klasse (57er Version)            | Ritterkreuz                         | Goldenes Ritterkreuz                |
| ----------------------------------- | ----------------------------------- | ----------------------------------- | ----------------------------------- |

## Aussehen
Die runde aus Bronze gefertigte Kriegsverdienstmedaille (Entwurf Richard Klein) zeigt ein eingeprägtes achtspitziges Malteserkreuz. In dessen Mitte befindet sich ein auf dem Kopf stehendes kleines Hakenkreuz. Auf der Rückseite ist die Aufschrift Für Kriegsverdienste 1939 zu sehen.
Das Kriegsverdienstkreuz ist der Form nach ein achtspitziges Malteserkreuz mit rundem Mittelschild, auf deren Vorderseite ein Hakenkreuz mit Eichenlaubumrandung zu sehen ist. Auf der Rückseite steht die Jahreszahl 1939. Die II. Klasse ist bronzen gehalten und wurde am 30 mm breiten Band an der Ordensschnalle oder im Knopfloch (25 mm) getragen.
Die I. Klasse ist matt versilbert und wurde als Steckkreuz auf der linken Brustseite getragen.
Das Ritterkreuz des Kriegsverdienstkreuzes ist versilbert bzw. vergoldet und etwas größer als das Kriegsverdienstkreuz I./II. Klasse. Es wurde an einem 45 mm breiten Band als Halsorden getragen. Das Ritterkreuz mit Schwertern hat an den Ösenstegen und am Bandring Rillen, während das Ritterkreuz ohne Schwerter glatte Ösenstege und einen glatten Bandring hat. Der breite Teil des Bandrings wurde nach oben getragen, die hier aufgenommenen Beispielfotos sind zumeist falsch.

### Ordensband
Das Band des Kriegsverdienstkreuzes II. Klasse sowie das des Ritterkreuzes hatte in Längsrichtung die Farbfolge Rot-Weiß-Schwarz(breit)-Weiß-Rot, also die Farben des Deutschen Reiches, ähnlich wie das Eiserne Kreuz von 1939, bei dem die Farbfolge aber Schwarz-Weiß-Rot(breit)-Weiß-Schwarz war.

### Trageweise
Die Medaille zum Kriegsverdienstkreuz wurde wie das Kriegsverdienstkreuz II. Klasse am Band selbst nur am Verleihungstag getragen. Danach wurde, wie beim Eisernen Kreuz II. Klasse, das Ordensband mit dem zweiten Knopfloch der Uniformjacke vernäht und/oder als Bandschnalle über der linken Brusttasche getragen. Zu beachten war dabei, dass das Band der II. Klasse mit Schwertern im Knopfloch nur ohne Schwerter getragen werden durfte. Auf der Feldschnalle wurden zwei gekreuzte bronzene Schwerter, wie links auf dem obigen Foto dargestellt, aufgelegt. Inhaber der I. Klasse trugen ihr Steckkreuz stets an der linken Brusttasche der Uniform. Das Ritterkreuz wurde, wie das Ritterkreuz des Eisernen Kreuzes, stets als Halsbandorden sichtbar getragen. Bei der Verleihung einer Klasse mit Schwertern war darauf zu achten, dass nicht die beiden gleichwertigen Klassen des Kriegsverdienstkreuzes gleichzeitig getragen werden. Eine Ausnahme bildet hier die Kriegsverdienstmedaille, welche auch bei späterer Verleihung des Kriegsverdienstkreuzes weiter getragen werden durfte. Ab dem 8. Juli 1944 wurde die KVM zu allen höheren Stufen zusätzlich vergeben.

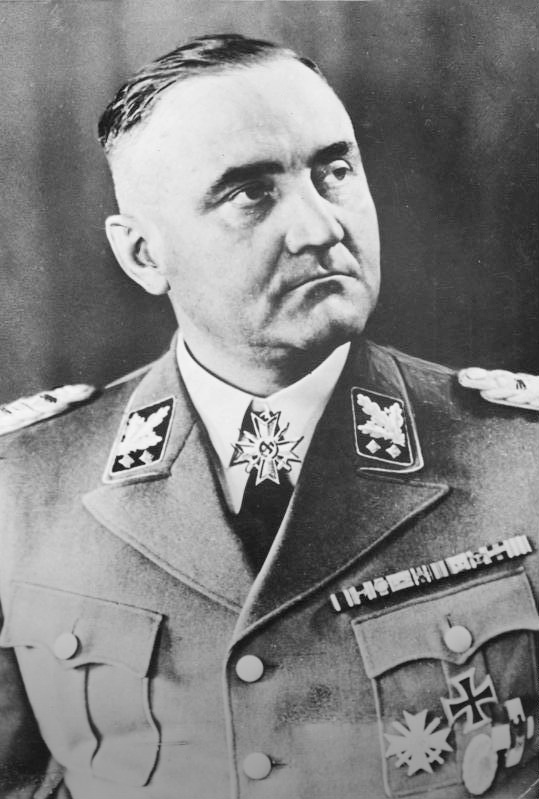
Gottlob Berger mit dem Ritterkreuz des Kriegsverdienstkreuzes mit Schwertern am Halsband
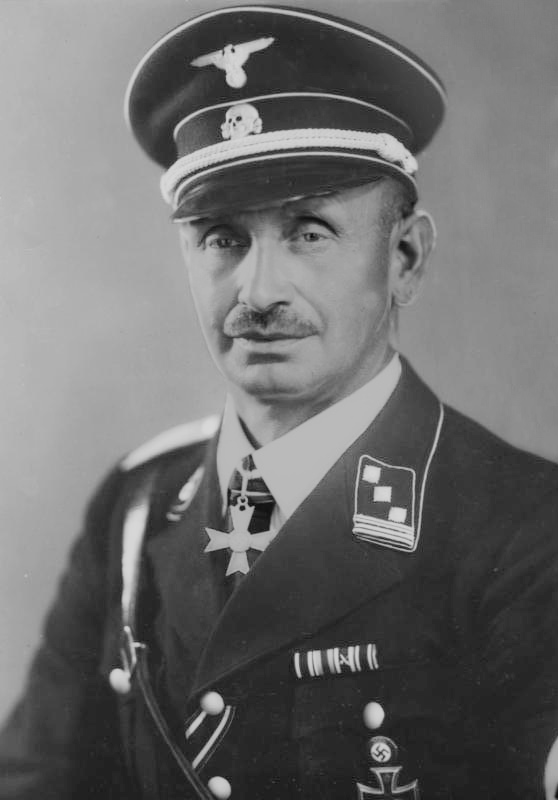
Ernst Ritter mit dem Ritterkreuz des Kriegsverdienstkreuzes am Halsband
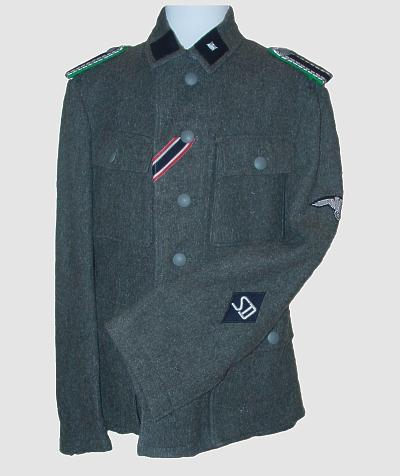
Trageweise des Bandes zum Kriegsverdienstkreuz II. Klasse an der Uniformjacke eines Unterscharführers des Sicherheitsdienstes des Reichsführers SS (SD)
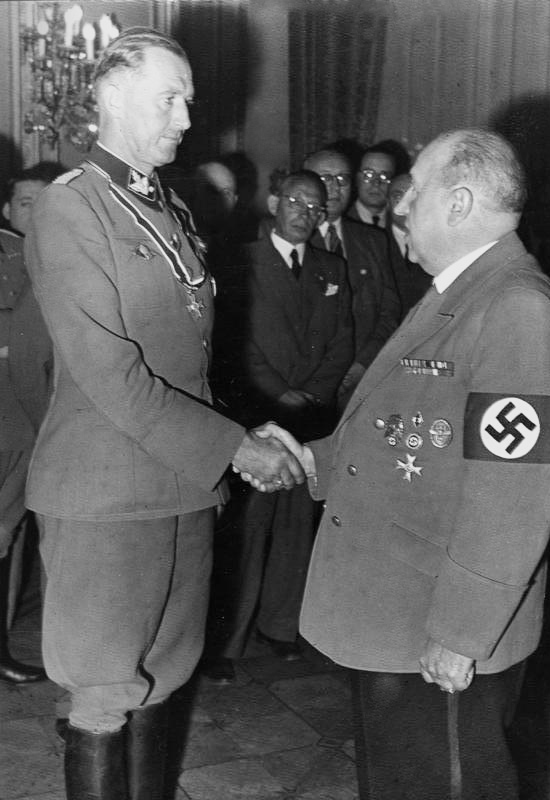
Walther Funk (rechts), Trageweise des Kriegsverdienstkreuzes I. Klasse unter der linken Brusttasche erkennbar
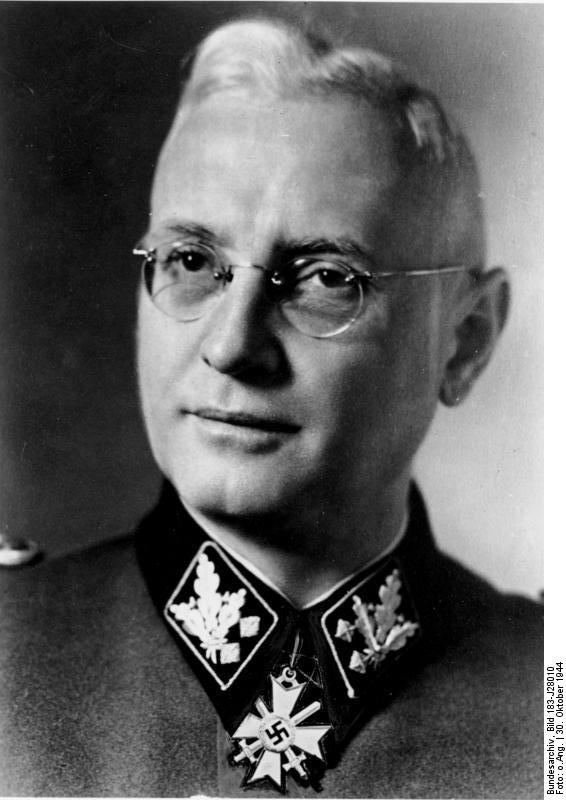
Hans Jüttner mit dem Ritterkreuz des Kriegsverdienstkreuzes mit Schwertern

Die anfängliche Verwirrung über die Trageweise des neuen Kriegsverdienstkreuzes ging so weit, dass die verschiedenen Wehrmachtteile (Heer, Kriegsmarine und Luftwaffe) eigene Verfügungen erlassen mussten, um den „Wildwuchs“ bei der Trageweise des Kriegsverdienstkreuzes zu regeln.
Vorschrift der Kriegsmarine vom 22. Februar 1940:
„Ritterkreuz zum Kriegsverdienstkreuz
Am Halse über dem Binder. Die Ritterkreuze sind sichtbar zu tragen. Bei angezogenem Mantel können die 3 oberen Knöpfe auch von Unteroffizieren und Mannschaften offen gelassen werden. Kriegsverdienstkreuz I Unter dem E.K. I von 1914 Kriegsverdienstkreuz II Bänder – beim KVK evtl. mit Schwertern an der kleinen Ordenschnalle. Das Band des KVK II hinter dem E.K. II von 1914, jedoch vor den Schwerterorden sowie sonstigen Verdienst- und Ehrenkreuzen des Ersten Weltkriegs. Die kleine Ordensschnalle darf während des Krieges auch am Überzieher der Unteroffiziere und Mannschaften getragen werden. Außer an der kleinen Ordenschnalle darf das Band des KVK getragen werden: Am Rock, Jackett und Überzieher im obersten benutzbaren Knopfloch, jedoch nicht am Mantel. Zur feldgrauen Marineuniform: Am Rock bzw. an der Feldbluse im zweiten Knopfloch von oben, jedoch nicht am Mantel. Zu den im Knopfloch getragenen Band des KVK II mit Schwertern werden Schwerter nicht getragen.“

## Verleihungszahlen und Verleihungspraxis

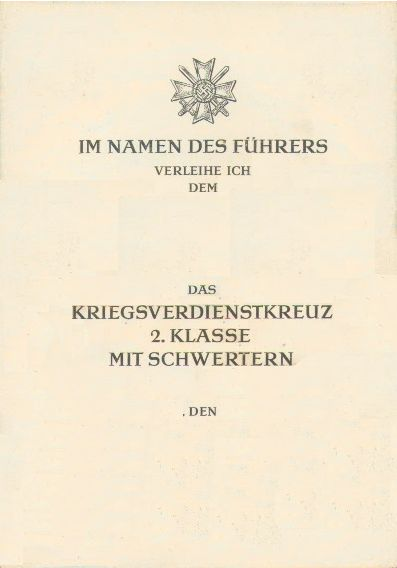
Verleihungsurkunde zum Kriegsverdienstkreuz II. Klasse mit Schwertern

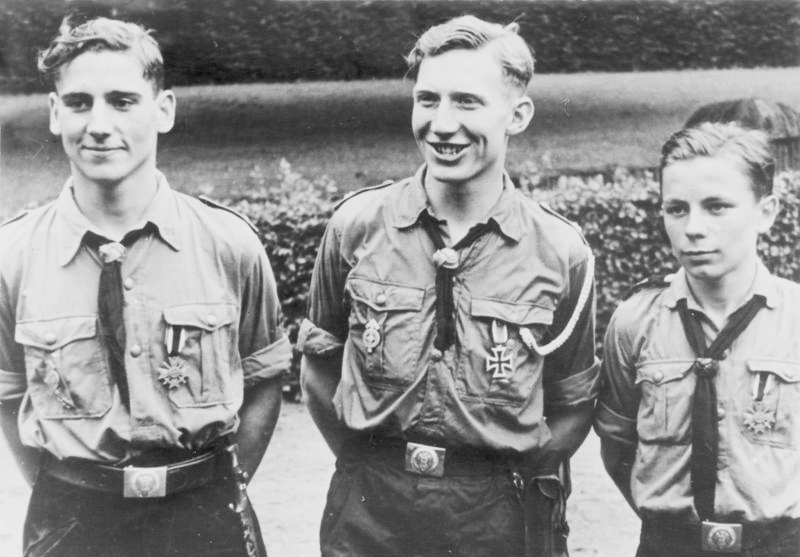
Verleihung des KVK auch an Hitlerjungen der Hitler-Jugend (HJ)

Das Kriegsverdienstkreuz wurde mit Verleihungsurkunde in einer Schatulle, die unteren Klassen einfach in einer Papiertüte verliehen. Die Medaille zum Kriegsverdienstkreuz sowie die II. Klasse waren Massenauszeichnungen, die Verleihungszahlen für alle Klassen an Angehörige des Heeres und der Waffen-SS betrugen:
- Kriegsverdienstkreuz II. Klasse ca. 2.700.000-mal
- Kriegsverdienstkreuz I. Klasse ca. 140.000-mal
- Ritterkreuz des KVK ca. 330-mal (davon 272 mit Schwertern).

Die höchste Klasse wurde nur an Zivilisten verliehen:
- Goldenes Ritterkreuz des KVK ohne Schwerter genau zweimal am 20. April 1945
  - an Franz Hahne (Obermeister in der Firma Rheinmetall-Altmärkische Kettenwerke)
  - an Karl-Otto Saur (Hauptdienststellenleiter und Amtschef im Reichsministerium für Rüstung) (nach anderen Quellen war die Verleihung nur vorgeschlagen, konnte aber wegen des Kriegsendes nicht mehr durchgeführt werden).

Die Kriegsverdienstmedaille wurde nur an deutsche und nichtdeutsche Zivilisten, sowohl an Männer und Frauen, verliehen. In der Regel erfolgte die Verleihung an Arbeiter in Fabriken, welche die Arbeitsquoten erheblich überschritten hatten. Bis zum Kriegsende wurden schätzungsweise 4,9 Millionen Kriegsverdienstmedaillen verliehen. Nach dem 15. Mai 1943 wurde die Auszeichnung mit der Kriegsverdienstmedaille an Ausländer durch die Verdienstmedaille des Verdienstorden vom Deutschen Adler abgelöst.
Die angegebenen Verleihungszahlen sind als ungenau anzusehen, da die Verleihungszahlen an die Luftwaffe und Kriegsmarine unbekannt sind. Erstmals ist das Kriegsverdienstkreuz II. Klasse ohne Schwerter am 1. Mai 1940 an Gustav Krupp von Bohlen und Halbach anlässlich seines 70. Geburtstag verliehen worden. Die älteste Inhaberin der Auszeichnung war die stellvertretende Reichs-Innungsmeisterin des Wäsche-Schneider-Handwerks, die das Kriegsverdienstkreuz im Alter von fast 80 Jahren 1944 überreicht bekam. Ein zehnjähriger Junge, und damit wohl jüngster Träger der II. Klasse mit Schwertern, erhielt seine Auszeichnung für „tapferes Verhalten im Bombenkrieg“ in Dortmund 1943.
Erwähnenswert ist, dass trotz aller Versuche des Staates, eine ordnungsgemäße und vollständige Verleihungsliste zu führen, dies in der Praxis nicht umgesetzt werden konnte. Zeitweise wurde das Kriegsverdienstkreuz „mit vollen Händen“ überreicht. So z. B. verteilte Joseph Goebbels bei einer Besichtigung der Schäden durch einen Bombenangriff auf Berlin das Kriegsverdienstkreuz mit Schwertern an eine unbekannte Anzahl von Helfern, die mit Aufräumarbeiten beschäftigt waren. Ferner konnte das Kriegsverdienstkreuz auch an ausländische Freiwillige, die auf den Führer und obersten Befehlshaber vereidigt waren, Angestellte bzw. Arbeiter der Wehrmacht, in Rüstungsbetrieben an dessen Angestellte und auch Krankenschwestern verliehen werden. Ebenso waren verleihungswürdig: Politische Leiter der SA, SS und des NSKK, aber auch Angehörige der Polizei, Organisation Todt (OT), des Reichsarbeitsdienstes (RAD), der NSDAP und deren Unterorganisationen, des Luftschutzes etc.
Bei Kampfverbänden waren die beiden Klassen des KVK mit Schwertern ein Orden, der häufig an Soldaten der rückwärtigen Truppenteile verliehen wurde. So wurden bei der 253. Infanterie-Division (Wehrmacht) von 1940 bis 1945 44,17 % dieses Ordens an Soldaten der rückwärtigen Dienste verliehen. Bei den beiden Klassen des EK wurden hingegen nur 3,73 % an Soldaten bei rückwärtigen Diensten verliehen. Bei der 253. Infanteriedivision wurden von 1940 bis 1945 170 KVK I m. Schw. und 5.164 KVK II m. Schw. verliehen. Beim EK II wurden hingegen 11.335 und bei EK I 2.078 Stück verliehen.
Die beiden Klassen des Kriegsverdienstkreuzes mit Schwertern wurden auch an Angehörige der Ordnungspolizei und der Waffen-SS verliehen für die Teilnahme an Massenmorden.

## Kollektive Auszeichnung
Ergänzend ist zu bemerken, dass ganze Betriebe durch eine besondere Form des Kriegsverdienstkreuzes ausgezeichnet werden konnten. Es handelt sich hierbei um das sogenannte „Kriegsverdienstkreuz auf Fahnen“. Auf Antrag des damaligen Reichsorganisationsleiters Robert Ley und des Reichsministers für Bewaffnung und Munition Albert Speer, genehmigte Adolf Hitler die Schaffung von „Kriegsmusterbetrieben“. Die Auszeichnung erfolgte in Würdigung hervorragenden Einsatzes und vorbildlicher Leistung der Betriebsgemeinschaft im Rahmen der Kriegswirtschaft. Die Betriebsgemeinschaft erhält mit der Überreichung einer entsprechenden Urkunde das Recht, in ihrer (DAF) Flagge das Kriegsverdienstkreuz (ohne Schwerter) zu führen. Anfang Mai 1942 wurden dann erstmals 19 Betrieben für ihre vorbildliche Leistung der Betriebsgemeinschaft in der deutschen Kriegsproduktion die Auszeichnung „Kriegsmusterbetrieb“ verliehen.
Die Auszeichnung „Kriegsmusterbetrieb“ war gestaffelt:
- Erste Anerkennung,
- Zweite Anerkennung bei Steigerung von Qualität und Quantität,
- Silberne Fahne der Deutschen Arbeitsfront mit dem Kriegsverdienstkreuz und
- Goldene Fahne der Deutschen Arbeitsfront mit dem Kriegsverdienstkreuz.

Antrag auf Auszeichnung
Fahne „Erste und Zweite Anerkennung“
Silberne Fahne zum Kriegsverdienstkreuz
Goldene Fahne zum Kriegsverdienstkreuz

## Sonstiges
Nach dem Gesetz über Titel, Orden und Ehrenzeichen vom 26. Juli 1957 ist das Tragen der Auszeichnung in der Version des Dritten Reiches in der Bundesrepublik Deutschland nur ohne nationalsozialistische Embleme gestattet. Statt des Hakenkreuzes ist auf der Auszeichnung das Stiftungsjahr 1939 zu sehen. Die Rückseite bleibt dagegen bei allen Klassen leer.

Kriegsverdienstmedaille, wie sie ab 1957 getragen wurde
Kriegsverdienstkreuz II. Klasse ohne Schwerter, wie es ab 1957 getragen wurde
Kriegsverdienstkreuz II. Klasse mit Schwertern, wie es ab 1957 getragen wurde
Kriegsverdienstkreuz I. Klasse mit und ohne Schwerter, wie es ab 1957 getragen wurde
Ritterkreuz des Kriegsverdienstkreuzes ohne Schwerter, wie es ab 1957 getragen wurde
Ritterkreuz des Kriegsverdienstkreuzes mit Schwertern, wie es ab 1957 getragen wurde

Eine verkleinerte Form des Kriegsverdienstkreuzes I. Klasse befindet sich in der Mitte des Deutschen Kreuzes in Silber, wie es ab 1957 getragen wurde.